# Anne Finch, Countess of Winchilsea

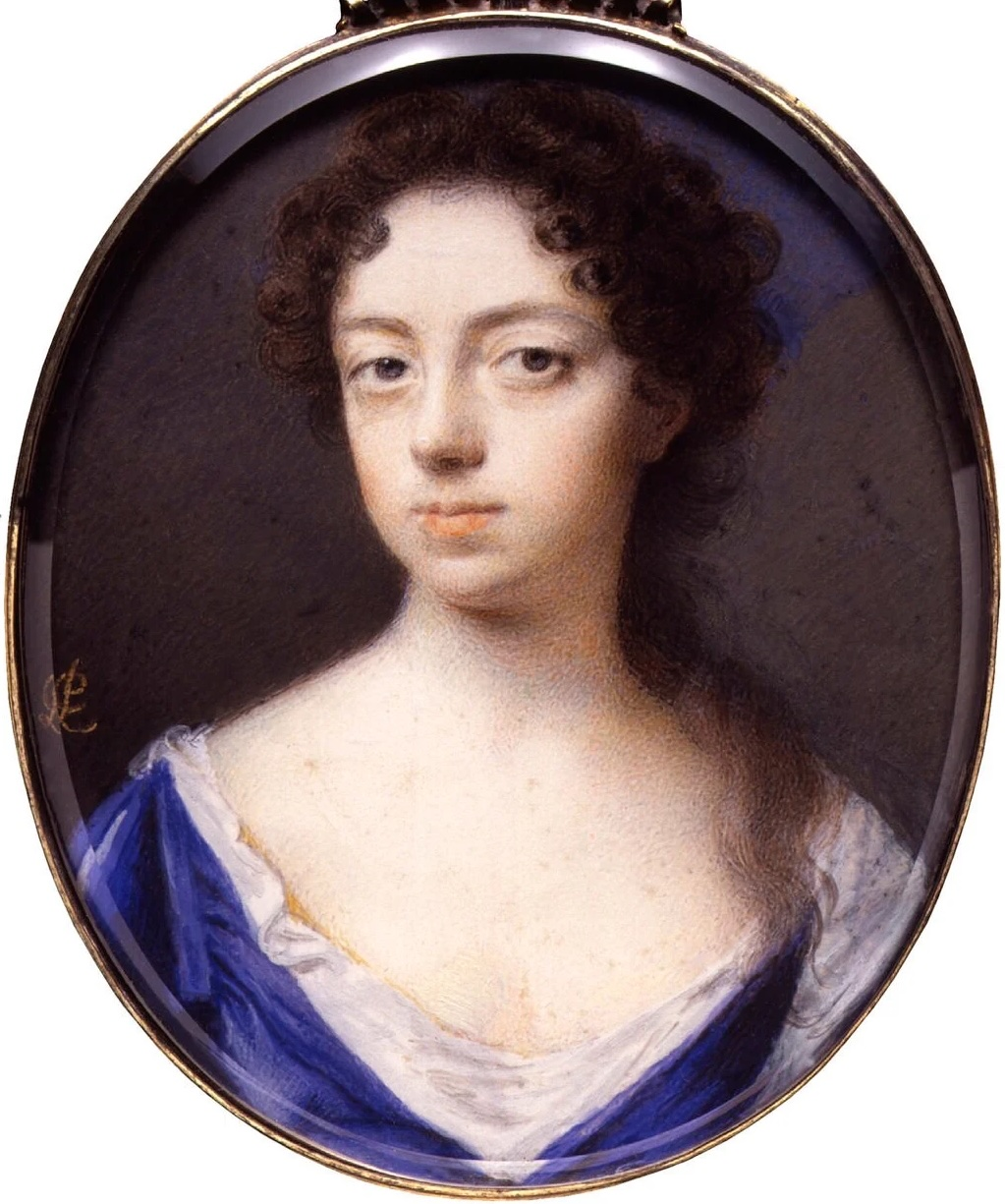
Anne Finch, Countess of Winchilsea

Anne Finch, Countess of Winchilsea (* April 1661 in Sydmonton, Hampshire; † 5. August 1720 in Westminster, Middlesex) war eine englische Dichterin des Augustan Age (bezeichnet ein Zeitalter im frühen 18. Jahrhundert in der britischen Kultur, als Schriftsteller und andere Intellektuelle das ursprüngliche Augusteische Zeitalter bewunderten und ihm nacheiferten).

## Leben
Anne Finch stammt aus Hampshire und wurde im April 1661 in der Nähe von Newbury als Tochter von Sir William Kingsmill und Anne Haslewood geboren. Annes Vater starb bereits fünf Monate nach ihrer Geburt. Die Mutter heiratete 1662 Sir Thomas Ogle, starb aber schon zwei Jahre später. Anne und ihre Schwester Bridget wuchsen bei ihrer Großmutter Lady Kingsmill auf, nachdem auch der Stiefvater 1671 verstorben war. Die Mädchen genossen eine für die Zeit fortschrittliche Ausbildung in privatem Rahmen, vermutlich bei ihrem Onkel Sir William Haslewood.
1683 wurde Anne Maid of Honour von Maria von Modena, der Duchess of York, und heiratete im Mai 1684 Heneage Finch, den Gentleman of the Bedchamber von James, Duke of York. Nach der Revolution von 1688 und der Flucht von James, der inzwischen als James II. König geworden war, gehörte Heneage zu den sog. nonjurors, die nicht den Eid auf den neuen König William III. von Oranien ablegten. Die Finchs hielten sich daraufhin fernab von London auf, dennoch stand Heneage vor Gericht und musste langwierige Verhandlungen auf sich nehmen, da er dem vertriebenen König nach Frankreich hatte folgen wollen. In den neunziger Jahren lebten Anne und ihr Mann auf Eastwell Park, Kent, dem Landsitz von Heneages Neffen Charles Finch, 4. Earl of Winchilsea. Die Situation des Paares entspannte sich erst unter der Herrschaft von Königin Anne (ab 1702), und Anne Finch wurde zur Lady of the Bedchamber ernannt. Im August 1712 erbte Heneage überraschend den Titel eines Earl of Winchilsea, als sein Neffe Charles Finch kinderlos verstarb.
Mit Beginn der Herrschaft von Georg I. wurden die Verhältnisse für das Ehepaar wieder schwerer, da nun eine extrem anti-jakobitische Whig-Regierung an die Macht kam. Dies führte dazu, dass sich die Gesundheit von Anne Finch verschlechterte. Sie litt schon seit längerem an Depressionen. 1715 erkrankte sie ernstlich. Bis zu ihrem Tod im August 1720 war sie entsprechend gesundheitlich beeinträchtigt, was sich auch in ihrem Spätwerk widerspiegelt.

## Zum Werk
Anne begann bereits in den achtziger Jahren zu schreiben. 1701 erschienen vier ihrer Gedichte in Charles Gildons New Collection of Poems on Several Occasions, 1713 kam ihre Sammlung Miscellany Poems (London: John Barber) heraus. Anne stand in Briefkontakt zu Autoren und Künstlern wie Alexander Pope, Charles Jervas und Matthew Prior. Viele Gedichte nach 1715 weisen einen religiösen Inhalt auf, vermutlich nicht zuletzt deshalb, weil Anne schwer erkrankte.
Nach ihrem Tod, die Countess starb 1720, blieben zahlreiche Gedichte unveröffentlicht. Anne Finchs Verse fanden Eingang in unterschiedliche Anthologien, aber gegen Ende des 18. Jahrhunderts wurden ihre Werke nur noch selten gedruckt. Ihre Gedichte, insbesondere die Nocturnal Reverie, wurden von Wordsworth in dem Essay, Supplemantary to the Preface seiner Poetical Works (1815) gelobt. Reminiszenzen an ihr längeres Gedicht The Spleen finden sich etwa in Alexander Popes Essay on Man und Shelleys Epipsychidion.
Virginia Woolf widmet Lady Winchilsea einige Seiten in ihrem Essay Ein Zimmer für sich allein
und gibt Auszüge aus ihren Gedichten. In ihrem Essay macht sich Woolf anlässlich der Vorbereitung zu einem Vortrag über Frauen und Literatur Gedanken zu den widrigen Lebensumständen dichtender Frauen in vergangenen Jahrhunderten. Dabei stößt sie auf die Dichterin Anne Finch, die sich in ihren Texten über die Stellung der Frauen in ihrer Zeit empört.

„Wie tief sind wir gefallen! – Bildung nur / Hat Narrn aus uns gemacht, nicht die Natur. / Den Geist zu schulen, hat man uns verwehrt, / Und öde Anstandsregeln uns gelehrt; / Und wenn dann doch sich eine höher schwingt, / Von kühnerem Geist und Phantasie beschwingt,/ Wird sie so sehr von Gegnerschaft bekriegt,/ Daß ihre Furcht die Hoffnung überwiegt“

## Werke
- A Nocturnal Reverie und Enquiry after Peace entstammen der Sammlung Miscellany Poems 1713.
- Adam Posed erschien erstmals in Poetical Miscellanies, vi 1709.